# Mentmore Golf & Country Club
De Mentmore Golf & Country Club is een golfclub in Mentmore, Leighton Buzzard, in het Engelse graafschap Bedfordshire. 
De club werd in 1992 door David Feherty en Bernard Gallacher geopend en beschikt over twee 18-holes golfbanen, The Rothchild en The Roseberry. De golfbanen werden ontworpen door Bob Sandow. Zij liggen vlak bij het kasteel dat in het begin van de 18de eeuw eigendom was van Baron Meyer Amschel Rothschild. Het landgoed ligt op de grens van Buckinghamshire, Bedfordshire en Hertfordshire. Het landschap is glooiend en heeft enkele meertjes.

De club heeft een fitness club en een aantal tennisbanen. Het clubhuis is ook een trouwlocatie.

## Jamega Pro Golf Tour
In Engeland wordt de Jamega Tour georganiseerd voor dames- en heren-professionals en singlr-handicap amateurs. Op de kalender van 2014 staan 33 toernooien (april-oktober) van 36 holes, inclusief twee toernooien die op The Rosebery-baan van Mentmore worden gespeeld, in juni en in september. Voorafgaand wordt een Pro-Am gespeeld door 22 teams. In 2013 werd het juni-toernooi gewonnen door Jon Gidney. 

Sommige toernooien zijn tevens een kwalificatietoernooi voor een toernooi op de MENA Tour of de Challenge Tour, zoals het Madeira Island Open.